# Euryparyphes defauti
Euryparyphes defauti is een rechtvleugelig insect uit de familie Pamphagidae. De wetenschappelijke naam van deze soort is voor het eerst geldig gepubliceerd in 1993 door La Greca.